# Ludwik I (hrabia Blois)
Ludwik I (ur. 1172, zm. 14 kwietnia 1205 pod Adrianopolem) – hrabia Blois, uczestnik IV krucjaty, syn hrabiego Tybalda V Dobrego i Alicji, córki króla Francji Ludwika VII Młodego.
Hrabią Blois został po śmierci swojego ojca w 1191 r. W 1196 r. wydał kartę znoszącą pańszczyznę na jego ziemiach. 28 listopada 1199 r., podczas turnieju w Écry-sur-Aisne, Ludwik i jego kuzyn Tybald z Szampanii byli pierwszymi, którzy odpowiedzieli na wezwanie papieża Innocentego III do wyprawy krzyżowej. Ludwik opuścił Francję w 1202 r. W 1204 r. poważnie zachorował i nie wziął udział w decydującym szturmie Konstantynopola oraz w wyprawach swoich ludzi do Azji Mniejszej. Od cesarza łacińskiego Baldwina I otrzymał tytuł księcia Nikei.
Kiedy Ludwik wyzdrowiał wziął udział w wojnie z Bułgarią. 14 kwietnia 1205 r. pod Adrianopolem dał się zwieść pozorowanej ucieczce przeciwnika i ruszył za nim w pogoń, pociągając za sobą resztę armii łacinników, co zakończyło się ich doszczętną klęską. Hrabia Ludwik zginął w bitwie.
Jego żoną została w 1184 r. Katarzyna (zm. 1213), hrabina Clermont-en-Beauvaisis, córka hrabiego Rolanda I i Adelajdy, córki Walrama III, pana de Breteuil. Ludwik i Katarzyna mieli razem dwóch synów i córkę:
- Raul, zmarł młodo
- Joanna (zm. po 1202)
- Tybald VI (zm. 16/24 kwietnia 1218), hrabia Blois.